# Bitheca horrida
Bitheca horrida är en tvåvingeart som beskrevs av Marshall 1987. Bitheca horrida ingår i släktet Bitheca och familjen hoppflugor. Inga underarter finns listade i Catalogue of Life.